# کارل اتلینگر
کارل اتلینگر (آلمانی: Karl Etlinger؛ ۱۶ اکتبر ۱۸۷۹ – ۸ مهٔ ۱۹۴۶) یک هنرپیشه اهل آلمان بود. وی بین سال‌های ۱۹۱۴ تا ۱۹۴۶ میلادی فعالیت می‌کرد.
از فیلم‌ها یا برنامه‌های تلویزیونی که وی در آن نقش داشته است می‌توان به عشق در نگاه اول، نوسفراتو، شبح، خیابان اندوه و جعبه پاندورا اشاره کرد.